# Pedavena
Pedavena es una localidad italiana de la provincia de Belluno, región de Véneto , con 4.435 habitantes. La altitud mínima es de 356 m, y la máxima es de 366 m.
El gentilicio es pedavenesi.

## Evolución demográfica
| Gráfica de evolución demográfica de Pedavena entre 1861 y 2001 |
|                                                                |
| Fuente ISTAT - elaboración gráfica de Wikipedia                |